# Orionnevel

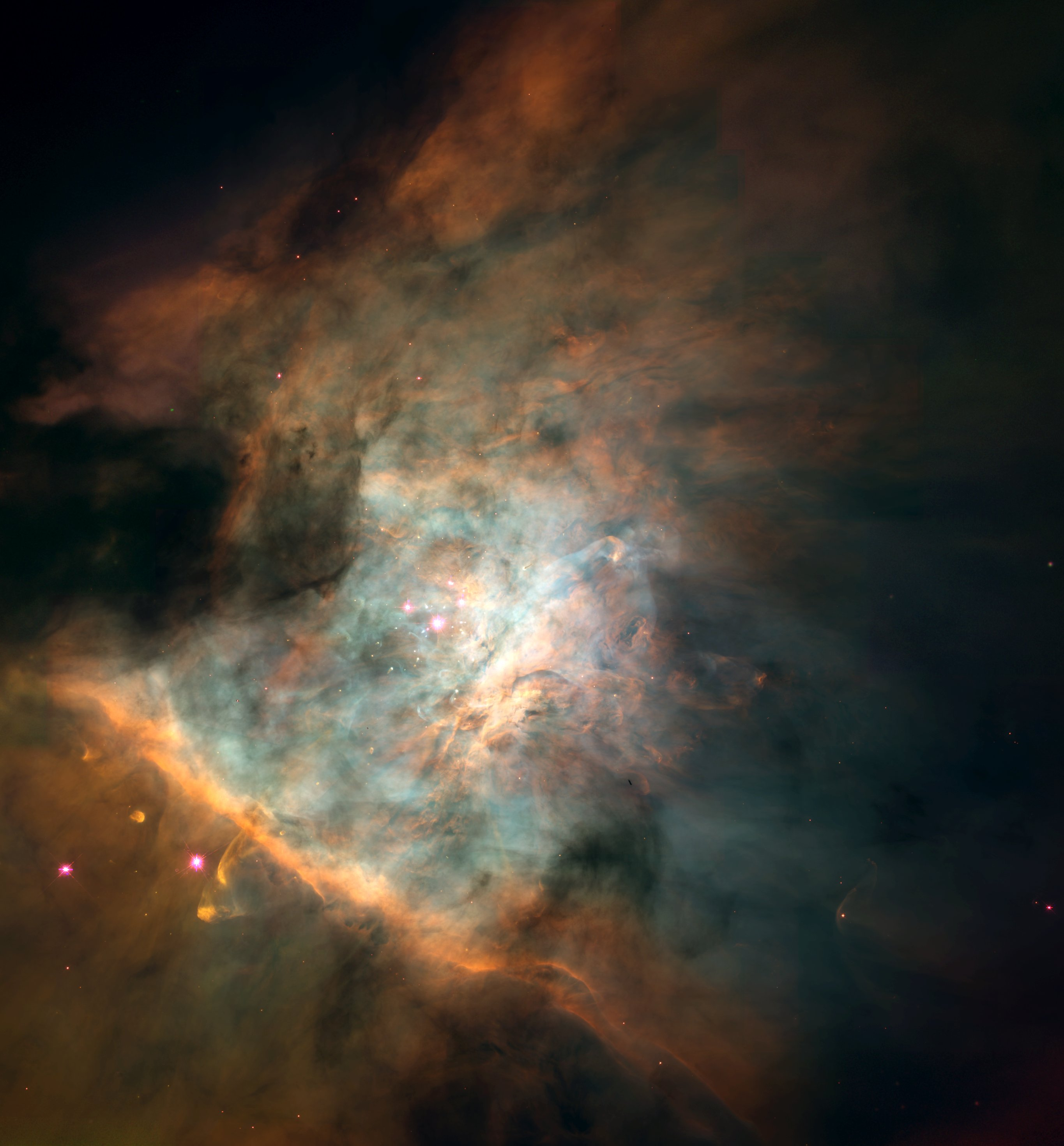
Het centrum van de Orionnevel in ware kleuren gefotografeerd door Hubble. Linksonder is de Orion Bar zichtbaar.

Het centrum van de Orionnevel in radiostraling, gemeten door het VLA

De Orionnevel is een H-II-gebied in het sterrenbeeld Orion en wordt ook aangeduid met Messier 42 of NGC 1976. De Orionnevel is in donkere nachten redelijk goed met het blote oog te zien als een wazige vlek net onder de drie gordelsterren in het "zwaard van Orion".
De nevel bevindt zich op 1.344 ± 20 lichtjaar van de Aarde. Het centrale deel van de nevel heeft een doorsnede van 5 tot 6 lichtjaar. De nevel maakt deel uit van het Orioncomplex van stervormingsgebieden.

## Ontdekking
De eerste beschrijvingen van de diffuse nevel in Orion zijn van Nicolas-Claude Fabri de Peiresc, die hem op 26 november 1610 ontdekte en van Johann Baptist Cysat die zijn waarnemingen gedaan heeft tussen 1611 en 1619. De eerste waarnemingen van drie sterren van de Trapeziumcluster zijn van Galileo Galilei (4 februari 1617). Christiaan Huygens maakte in 1659 een tekening van de nevel. In 1865 verkreeg William Huggins optische spectra van de nevel en concludeerde dat deze uit oplichtende gassen bestond. De eerste foto van de nevel is gemaakt door Henry Draper in 1880. In 1831 ontdekte Robert Trumpler de Trapeziumcluster en bepaalde een afstand van 1.800 lichtjaar, iets verder dan de afstand die tegenwoordig wordt aangenomen. De Orionnevel is nu een van de meest bestudeerde objecten aan de hemel. 

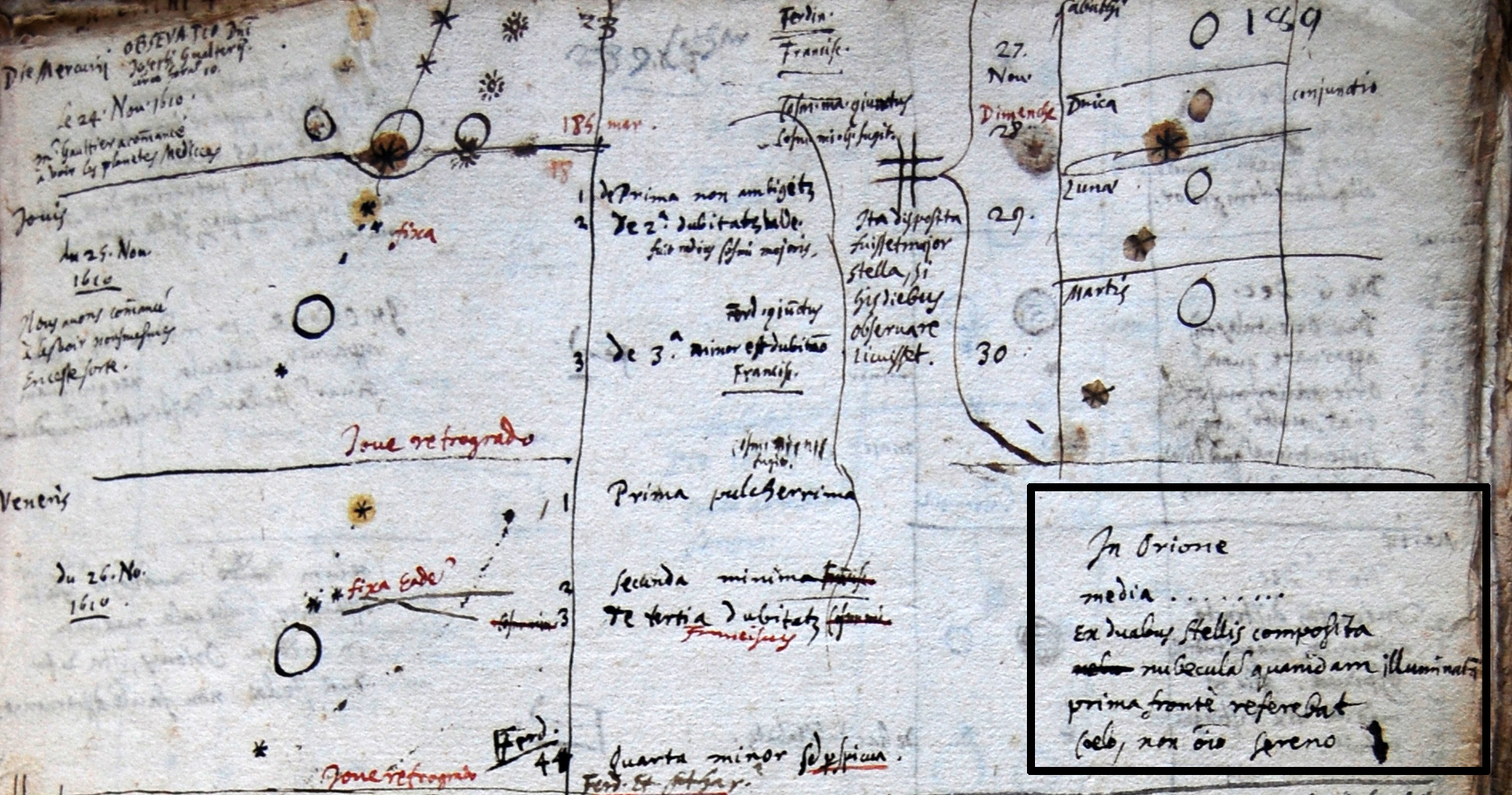
De notities van de Peiresc van 26 november 1610 met de ontdekking van de Orionnevel.
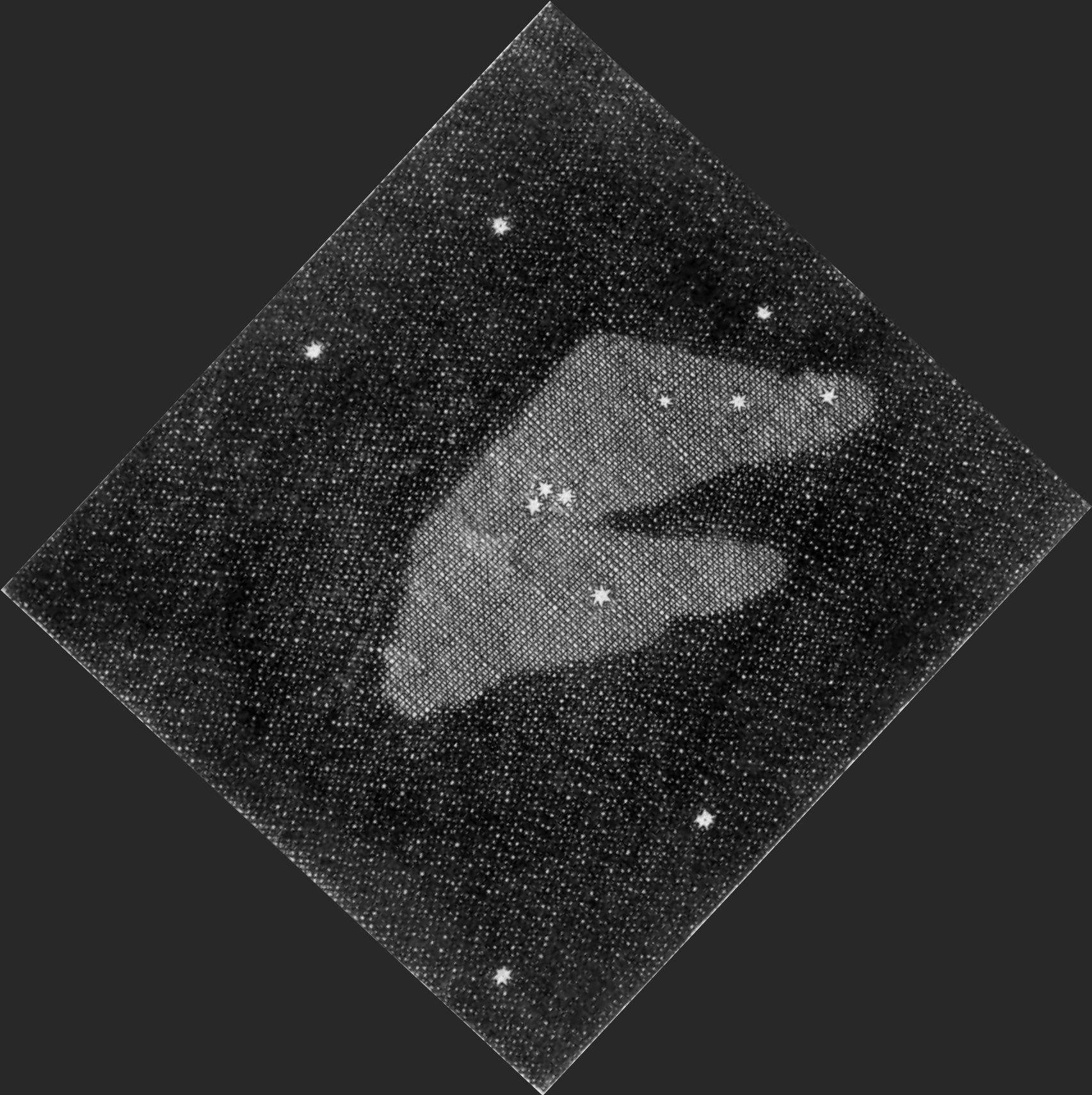
Tekening van Christiaan Huygens (1659)
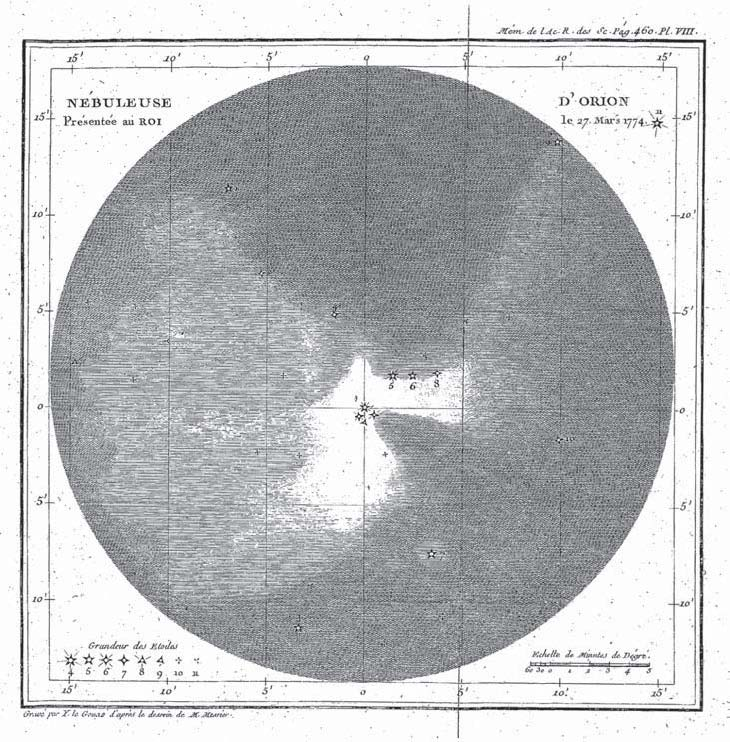
Tekening van Charles Messier (1771)

## Structuur
De Orionnevel bestaat uit M42 (NGC 1975) en M43 (NGC 1982). Beide objecten worden gescheiden door een absorptienevel. De diameter van de Orionnevel is ongeveer 24 lichtjaar. Een opvallende structuur ten zuidoosten van het centrum van de nevel is de Orion Bar (balk van Orion), gevormd door een ionisatiefront.
De nevel bestaat uit geïoniseerd gas met een totale massa van ongeveer 24 zonsmassa's. De (elektronen-)dichtheid in het centrum van de nevel is ongeveer 10.000 cm−3 terwijl de dichtheid in de buitendelen minder dan 1000 cm−3 is. De temperatuur van het gas is 10.000 K in het centrum en ongeveer 8.000 K in de buitendelen. Het gas in de nevel bestaat vooral uit waterstof met ongeveer 10% helium en kleine hoeveelheden andere elementen. Het geïoniseerde gas zendt radiostraling uit, die ontstaat als remstraling. De nevel is de sterkste radiobron in het sterrenbeeld Orion en wordt daarom ook Orion A genoemd.
De nevel wordt geïoniseerd door een aantal hete jonge hoofdreekssterren, die deel uitmaken van een open cluster die de Trapeziumcluster wordt genoemd. De helderste ster daarvan is de dubbelster Theta1 Orionis C (spectraalklasse O6V en B0V; massa 33 en 11 zonsmassa's). De hele cluster telt ongeveer 2000 leden binnen een straal van 10 parsec. 
De Hubble Space Telescope heeft zeer gedetailleerde foto's van de Orionnevel gemaakt. Te zien is dat minimaal 150 jonge sterren een schijf van gas en stof om zich heen hebben, die het begin van een planetenstelsel aanduiden, zogenaamde protoplanetaire schijven (proplyds).
Andere protosterren zijn nog bezig zich te vormen in de moleculaire wolken die geassocieerd zijn met de nevel (bijvoorbeeld het Becklin-Neugebauer object). De moleculaire wolken geassocieerd met de nevel bevatten genoeg gas om de vorming van duizenden sterren mogelijk te maken. Deze wolken bevinden zich achter (OMC-1 (Orion Molecular Cloud-1)), ten noorden (OMC-2 en OMC-3) en ten zuiden (OMC-4) van de nevel. De massa van deze vier wolken is ongeveer 4300 zonnemassa's, dus veel groter dan de massa van de nevel.
Op hun beurt maken deze vier wolken deel uit van een moleculaire reuzenwolk in het Orioncomplex.

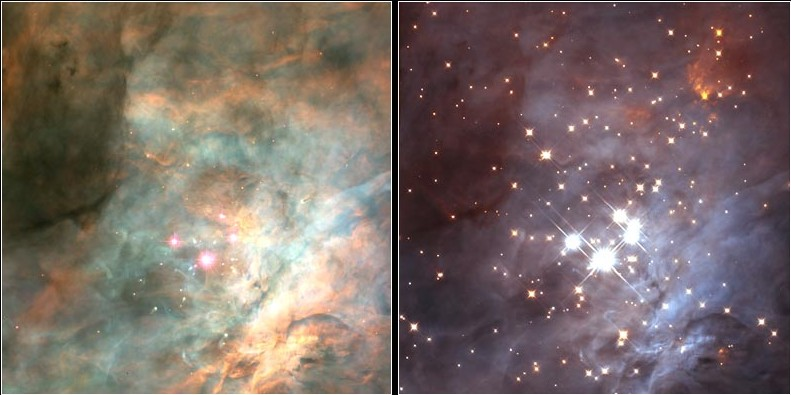
De Trapeziumcluster in zichtbaar en infrarood licht
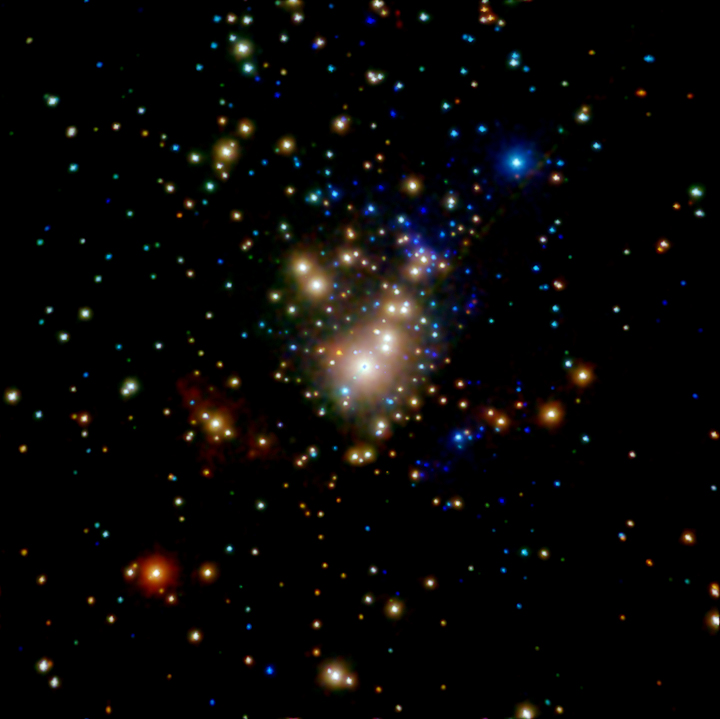
De Trapeziumcluster in röntgenstraling (Chandra X-ray Observatory)

## Geostationaire satellieten waarnemen vanuit de Benelux
De gordel van geostationaire satellieten bevindt zich, vanuit de Benelux gezien, twee graden ten zuiden van de Orionnevel. Telescopen met volgmechanismen, gericht op het gebied omstreeks de ster Thabit (Upsilon Orionis) kunnen, in het beeldveld, langzaam voortschrijdende lichtpuntjes te zien geven. Deze lichtpuntjes zijn gereflecteerd zonlicht afkomstig van geostationaire satellieten.